# Blain
Pour l’article ayant un titre homophone, voir Blin.
Pour les articles homonymes, voir Blain (homonymie).
Blain est une commune de l'Ouest de la France, située dans le département de la Loire-Atlantique, en région Pays de la Loire, à environ 35 km au nord de Nantes et non loin de la route nationale 137 reliant Nantes à Rennes, élément de la route des Estuaires.
Chef-lieu de canton depuis 1790 et de district de 1790 à 1795, la ville de Blain est issue d'une localité très ancienne, attestée dès l'époque de l'empire romain dans le cadre de la cité gallo-romaine des Namnètes. Centre d'une importante seigneurie au Moyen Âge, possession de la famille de Blain puis de Clisson, est au début de l'Époque moderne une des possessions de la maison de Rohan, qui en fait pendant quelques décennies un centre du protestantisme en Bretagne.
Traversée par l'Isac qui devient à Blain une partie du canal de Nantes à Brest, la commune est limitrophe de la forêt du Gâvre, la plus grande forêt de la Loire-Atlantique. Le principal élément du patrimoine culturel est le château, aujourd'hui propriété de la commune pour ce qui concerne les parties inscrites aux monuments historiques, depuis 1975. L'autre partie, le logis seigneurial est propriété privée.

## Géographie
La superficie de la commune, 10 172 hectares, est la cinquième plus étendue de la Loire-Atlantique.

### Situation
La ville-centre de Blain est située (par la route) 
- à 39 km au nord de Nantes,
- à 20 km au nord-est de Savenay,
- à 45 km au nord-est de Saint-Nazaire,
- à 80 km au sud de Rennes
- à 394 km au sud-ouest de Paris[1].

### Communes limitrophes
| Guenrouet | Le Gâvre / Vay  | La Grigonnais           |
|           | Blain           | La Chevallerais / Héric |
| Bouvron   | Fay-de-Bretagne | Notre-Dame-des-Landes   |

Le territoire communal de Blain jouxte la forêt domaniale du Gâvre dans la partie sud de la forêt.

### Géologie, relief et hydrographie
L'altitude varie de 7  à   44 mètres. 
La commune est principalement arrosée par l'Isac (affluent de rive gauche de la Vilaine), qui fait partie, en ce qui concerne le territoire communal, du canal de Nantes à Brest. Quelques bras morts de l'ancien cours subsistent en plusieurs endroits correspondant à des écluses du canal.
L'Isac a pour principal affluent (en rive droite) le Perche, qui prend sa source à Vay sous le nom de ruisseau de Clégreuc, puis traverse le Gâvre avant d'atteindre Blain.

### Voies de communication
Les principales routes sont :
- la D 164 ouest, qui relie Blain à Saint-Nicolas-de-Redon puis Redon et Vannes (Morbihan) ;
- la D 164 est, qui relie Blain à Nort-sur-Erdre et à Ancenis, traverse la N 137 (E3) Nantes-Rennes, partie de la Route des Estuaires ;
- la D 37, qui relie Blain à Héric, où passe la N 137 ;
- la N 171 nord, qui relie Blain à Nozay, où passe la N 137 ;
- la N 171 sud, qui relie Blain à Savenay et Saint-Nazaire.

Deux routes secondaires sont notables :
- la D 15, qui relie Blain à Guémené-Penfao par la forêt du Gâvre ;
- la D 42, qui relie Blain au Gâvre puis à Conquereuil.

### Climat
Le climat qui caractérise la commune est qualifié, en 2010, de « climat océanique franc », selon la typologie des climats de la France qui compte alors huit grands types de climats en métropole. En 2020, la commune ressort du type « climat océanique » dans la classification établie par Météo-France, qui ne compte désormais, en première approche, que cinq grands types de climats en métropole. Ce type de climat se traduit par des températures douces et une pluviométrie relativement abondante (en liaison avec les perturbations venant de l'Atlantique), répartie tout au long de l'année avec un léger maximum d'octobre à février.
Les paramètres climatiques qui ont permis d’établir la typologie de 2010 comportent six variables pour les températures et huit pour les précipitations, dont les valeurs correspondent aux données mensuelles sur la normale 1971-2000. Les sept principales variables caractérisant la commune sont présentées dans l'encadré ci-après.
| Paramètres climatiques communaux sur la période 1971-2000 - Moyenne annuelle de température : 12 °C - Nombre de jours avec une température inférieure à −5 °C : 1,1 j - Nombre de jours avec une température supérieure à 30 °C : 4 j - Amplitude thermique annuelle : 13,3 °C - Cumuls annuels de précipitation : 762 mm - Nombre de jours de précipitation en janvier : 12,7 j - Nombre de jours de précipitation en juillet : 6,1 j |

Avec le changement climatique, ces variables ont évolué. Une étude réalisée en 2014 par la Direction générale de l'Énergie et du Climat complétée par des études régionales prévoit en effet que la  température moyenne devrait croître et la pluviométrie moyenne baisser, avec toutefois de fortes variations régionales. La station météorologique de Météo-France installée sur la commune et en service de 1989 à 2008 permet de connaître l'évolution des indicateurs météorologiques. Le tableau détaillé pour la période 1981-2010 est présenté ci-après.
| Mois                                  | jan.           | fév.           | mars         | avril       | mai           | juin          | jui.          | août          | sep.          | oct.          | nov.          | déc.        | année     |
| ------------------------------------- | -------------- | -------------- | ------------ | ----------- | ------------- | ------------- | ------------- | ------------- | ------------- | ------------- | ------------- | ----------- | --------- |
| Température minimale moyenne (°C)     | 2,6            | 2,2            | 3,5          | 4,6         | 8,4           | 10,6          | 12,3          | 12,5          | 9,7           | 8             | 4,2           | 2,4         | 6,8       |
| Température moyenne (°C)              | 6,1            | 6,5            | 8,6          | 10,5        | 14,4          | 17,2          | 19            | 19,5          | 16,2          | 12,9          | 8,5           | 6           | 12,1      |
| Température maximale moyenne (°C)     | 9,5            | 10,9           | 13,8         | 16,3        | 20,4          | 23,7          | 25,8          | 26,4          | 22,7          | 17,9          | 12,8          | 9,6         | 17,5      |
| Record de froid (°C) date du record   | −10 02.01.1997 | −12 08.02.1991 | −11 01.03.05 | −5 07.04.08 | −2 14.05.1995 | 1 01.06.06    | 5 22.07.08    | 4 28.08.1998  | 0 29.09.07    | −5 30.10.1997 | −9 17.11.07   | −9 29.12.05 | −12 1991  |
| Record de chaleur (°C) date du record | 20 27.01.03    | 20 15.02.1998  | 24 20.03.05  | 30 30.04.05 | 31,5 30.05.03 | 37,5 23.06.05 | 38,5 18.07.06 | 40,2 10.08.03 | 33,5 03.09.05 | 28 12.10.01   | 20 01.11.1994 | 17 04.12.06 | 40,2 2003 |
| Précipitations (mm)                   | 92,9           | 69,2           | 63,1         | 62,6        | 68,8          | 47,5          | 45,3          | 41,1          | 64,7          | 91,2          | 90            | 94,6        | 831       |

## Urbanisme

### Typologie
Au 1er janvier 2024, Blain est catégorisée petite ville, selon la nouvelle grille communale de densité à sept niveaux définie par l'Insee en 2022.
Elle appartient à l'unité urbaine de Blain, une unité urbaine monocommunale constituant une ville isolée,. Par ailleurs la commune fait partie de l'aire d'attraction de Nantes, dont elle est une commune de la couronne,. Cette aire, qui regroupe 116 communes, est catégorisée dans les aires de 700 000 habitants ou plus (hors Paris),.

### Occupation des sols

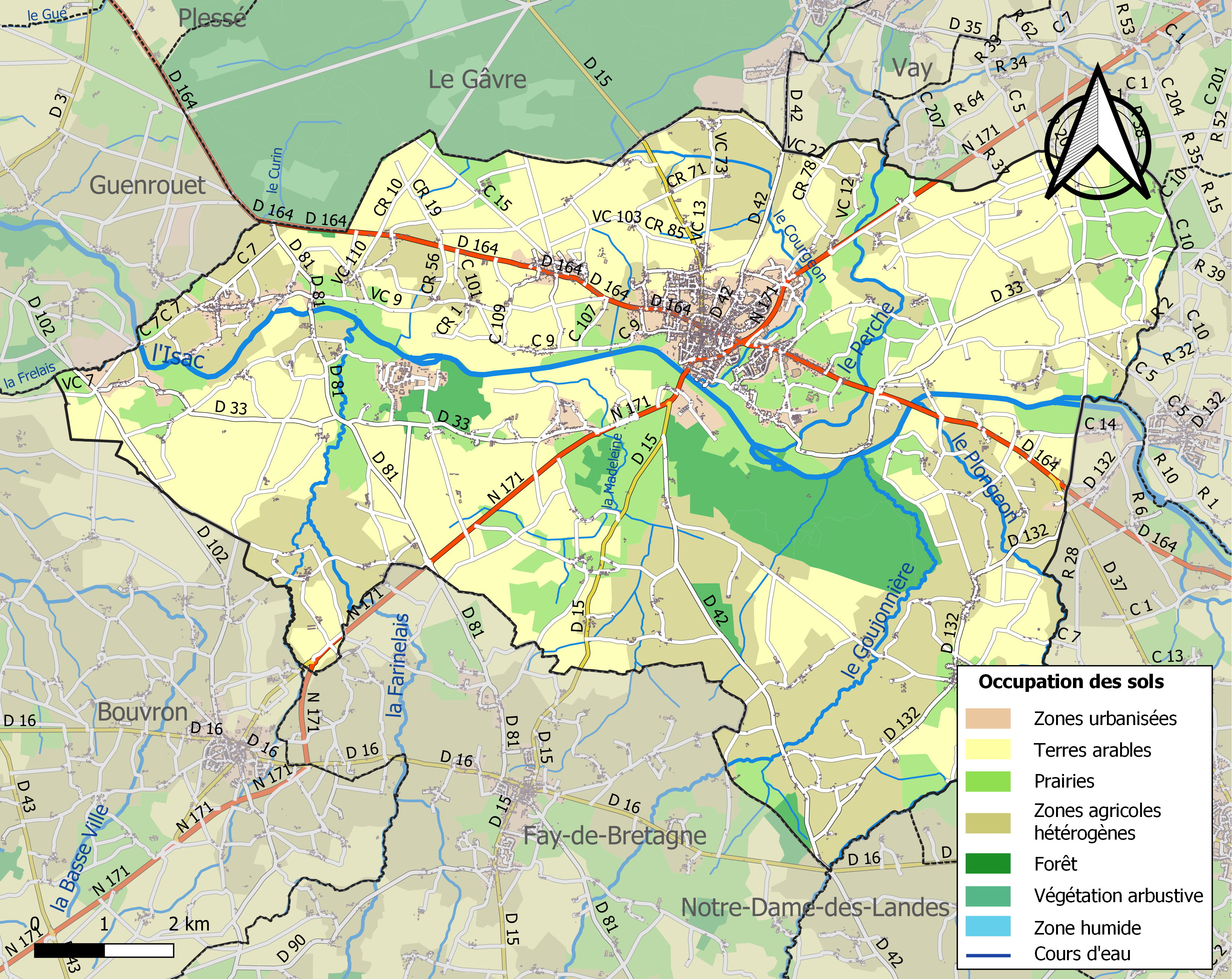
Carte des infrastructures et de l'occupation des sols de la commune en 2018 (CLC).

L'occupation des sols de la commune, telle qu'elle ressort de la base de données européenne d’occupation biophysique des sols Corine Land Cover (CLC), est marquée par l'importance des territoires agricoles (87,5 % en 2018), en diminution par rapport à 1990 (90 %). La répartition détaillée en 2018 est la suivante : 
terres arables (40,2 %), zones agricoles hétérogènes (30,8 %), prairies (16,6 %), forêts (6,5 %), zones urbanisées (5,1 %), zones industrielles ou commerciales et réseaux de communication (0,5 %), espaces verts artificialisés, non agricoles (0,3 %), mines, décharges et chantiers (0,1 %).
L'IGN met par ailleurs à disposition un outil en ligne permettant de comparer l’évolution dans le temps de l’occupation des sols de la commune (ou de territoires à des échelles différentes). Plusieurs époques sont accessibles sous forme de cartes ou photos aériennes : la carte de Cassini (XVIIIe siècle), la carte d'état-major (1820-1866) et la période actuelle (1950 à aujourd'hui).

### Logement
Le tableau ci-dessous présente une comparaison de quelques indicateurs chiffrés du logement pour Blain et l'ensemble de la Loire-Atlantique en 2019,.
|                                                                  | Blain | Loire-Atlantique |
| ---------------------------------------------------------------- | ----- | ---------------- |
| Parc immobilier total (en nombre d'habitations)                  | 4 519 | 764 010          |
| Part des résidences principales (en %)                           | 91,4  | 83,9             |
| Part des résidences secondaires et logements occasionnels (en %) | 2,1   | 10,5             |
| Part des logements vacants (en %)                                | 6,5   | 5,6              |
| Part des ménages propriétaires de leur logement (en %)           | 69,4  | 61,7             |
| Part des ménages locataires de leur logement (en %)              | 29,4  | 37,2             |
| Part des ménages logés à titre gratuit (en %)                    | 1,2   | 1,2              |

### Morphologie urbaine
Blain dispose d'un plan local d'urbanisme (PLU) approuvé par délibération du conseil municipal du 26 juin 2005 et révisé le 23 mai 2013. Il divise la commune en zones urbaines, agricoles ou naturelles.

### Risques naturels et technologiques
La commune de Blain est vulnérable à différents aléas naturels : climatiques (hiver exceptionnel ou canicule), inondations, tempêtes et grains, radon ou sismique (sismicité faible). 
| Type de zone | Niveau           | Définitions (bâtiment à risque normal) |
| ------------ | ---------------- | -------------------------------------- |
| Zone 2       | Sismicité faible | accélération = 0,7 m/s2                |

Elle est également exposée à deux risques technologiques : les transports de matières dangereuses et la pollution des sols. Entre 1989 et 2014, huit arrêtés ministériels ayant porté reconnaissance de catastrophe naturelle ont été pris pour le territoire de la commune : cinq pour des inondations et coulées de boue, deux pour des inondations, coulées de boue et mouvements de terrain et un pour des mouvements de terrain consécutifs à la sécheresse.

## Toponymie
Le nom de la localité est attesté sous la forme Bleing au Xe siècle, Blaen en 1090, Blen en 1287, de Blanio XIe siècle et sous une forme latine Castrum Blaini  (le « camp de Blain ») en 1123.
Son nom breton est  Blaen, mot qui signifie « sommet, faîte, hauteur ».
Une étymologie brittonique n'est cependant pas obligatoire, c'est pourquoi Albert Dauzat préfère rapprocher le type Blain des toponymes comme Blagnac, Blagny, Blaignac, Blaignan, Blannay, etc. basés soit sur le nom de personne gaulois *Blanus, soit sur celui de Blannius, variante du premier.
En gallo, langue d'oïl locale de tradition orale, plusieurs prononciations ont été relevées : [bjɛ̃j], [blɛ̃], [bjɛ̃ː] et [bjœ̃ː],. La transformation des « bl » en « by » est un trait typique du gallo. La forme écrite Bllain a été proposée récemment.

## Histoire

### Antiquité
Blain est un ancien centre économique gallo-romain de la cité des Namnètes, réputé pour ses nombreux vestiges gallo-romains dispersés sur plus de 60 hectares, et dont la vitalité se fige avec la désintégration de l'Empire romain. La localité gallo-romaine semble être délimitée par trois nécropoles et fait figure d'un vicus routier dynamisé par une importante activité artisanale. Blain se trouve alors au carrefour de plusieurs routes, dont la voie romaine de Nantes à Vannes par Redon (actuelle RD 164), une route venant de Nort-sur-Erdre et Ancenis, une route partant vers Rennes par Pont-Veix sur le Don, avec un embranchement vers Châteaubriant à Pont-Veix. Les routes d'époque romaines ont fait l'objet d'un livre assez détaillé de Louis Bizeul. Ce dernier a notamment situé Condevincum, le chef lieu de la civitas des Namnètes, à Blain.
Une douzaine de monnaies romaines sont visibles dans le musée de la commune. 

### Moyen Âge
En 843 se déroule la bataille de Blain. Gohard de Nantes, évêque de Nantes et seigneur de Blain meurt la même année.
La forme ancienne de Castrum Blaini citée dans un diplôme royal de 1123 concernant les possessions anciennes des évêques de Nantes suggère l'existence d'un castrum au moins dès le IXe siècle.
La châtellenie de Blain est créée en 1035 par les ducs de Bretagne. Un certain Guégon est cité comme châtelain de Blain dans une fausse charte de 1108, mais le domaine, situé sur la voie stratégique menant à Rennes, reste sous l'étroit contrôle des comtes de Nantes. C'est d'ailleurs Alain Fergent, comte de Nantes et futur duc de Bretagne, qui y fait construire le nouveau château. Les Clissons, qui succèdent aux Blain dans la garde de la châtellenie, semblent obéir à la même stratégie de dépendance vis à vis de l'autorité comtale.
Le nouveau château revêt une réelle importance militaire. Pour ce travail, Alain Fergent fait appel à tous les vassaux du domaine « n'étant pas éloignés de plus de six lieues ». Le granite est amené de Vigneux et du Temple-de-Bretagne ; le calcaire coquillier de Campbon ; le grès quartzeux, qui fournit les revêtements intérieurs et extérieurs (les tours et des courtines), provient d'un gisement à proximité. Cette construction ne cesse d'être remaniée[réf. souhaitée].
À partir du XIIe siècle, les Blain, les Clisson et les Rohan en deviennent les possesseurs et apportèrent leur contribution[réf. souhaitée].

### Temps modernes

#### La période des guerres de Religion
Vers 1560, Isabeau d'Albret (1512-après 1560), fille du roi de Navarre Jean III et douairière de Rohan, fait venir un pasteur à Blain. 
En 1562, éclate la première des huit guerres de Religion qui ensanglantent le royaume jusqu'à la victoire finale du roi de France et de Navarre Henri IV et la promulgation de l'édit de Nantes en 1598, par lequel le culte réformé est autorisé en public en certains lieux du royaume, notamment dans les domaines des seigneurs protestants. 
Blain est une possession des Rohan qui viennent de se convertir au protestantisme, et la ville devient alors l'un des rares centres bretons de la Réforme, ce qui conduit dans les années 1562-63 quelques centaines de huguenots nantais à s'y installer. En 1564, l'église réformée de Blain est l'une des plus importantes de Bretagne. Le château de Blain, perçu comme une menace par la Ligue catholique, est occupé par les troupes du duc de Mercoeur entre 1585 et 1589, puis est pillé et démantelé en 1591. 

#### Le protestantisme à Blain de l'édit de Nantes à sa révocation (1598-1685)
L'église réformée de Blain devient une des principales de Bretagne, sous la protection de la maison de Rohan, notamment de la duchesse Marguerite de Rohan (1617-1684), puis des Amproux de Pontpiétin. 
Dans la deuxième moitié du XVIIe siècle, elle compte environ 250 fidèles qui résident à Blain, mais aussi dans les paroisses de Plessé, Guémené-Penfao, Fresnay, Vay, Saffré[réf. nécessaire], etc.. Un temple est construit en 1639 au lieudit Le Bottier, puis démoli en 1665. Le culte est ensuite célébré au manoir de Pontpiétin, les nobles étant encore autorisés à pratiquer le culte protestant à domicile. C'est en effet l'époque ou le gouvernement de Louis XIV respecte de moins en moins l'édit de Nantes, organisant la persécution des protestants, avant de révoquer l'édit en 1685.
Un membre de cette communauté, René Poupart, né vers 1650 à Plessé, est connu pour s'être engagé dans le Régiment de Lorraine. Affecté en 1665 en Nouvelle-France, il s'installe après sa démobilisation à Chambly près de Montréal. Il devient ensuite coureur des bois, puis part à Stillwater dans la colonie anglaise du Massachusetts (aujourd'hui dans l'État de New York) où il a des descendants.

#### Les frairies
La paroisse de Blain comptait douze frairies qui ont joué un grand rôle dans son histoire[Lequel ?].

### Période de la Révolution française

#### Les élections aux états généraux de 1789
En 1789 ont lieu les élections pour les états généraux, que Louis XVI a décidé de réunir, ce qui n'est pas arrivé depuis 1614. Chaque bailliage ou sénéchaussée doit élire quatre députés : deux du tiers état, un du clergé et un de la noblesse. En ce qui concerne le tiers état, chaque paroisse élit des délégués à l'assemblée de bailliage ou sénéchaussée et rédige un cahier de doléances. Pour le clergé et la noblesse, les électeurs se réunissent directement au chef-lieu.
En ce qui concerne Blain, la paroisse fait partie de la sénéchaussée de Nantes, qui élit 8 députés du tiers état.
Une fois rédigé, le cahier de doléances du tiers état de la paroisse est amené à Nantes par les délégués de la paroisse.  L'assemblée électorale élabore alors un cahier de doléances du tiers état de la sénéchaussée, ensuite amené à Versailles par les députés. Parmi les huit députés du tiers état et leurs six suppléants, la plupart sont des bourgeois nantais ; quatre d'entre eux viennent d'ailleurs (deux de Nort-sur-Erdre et deux de Guérande).
Les états généraux se réunissent pour leur première séance le 5 mai 1789 à Versailles. Le 9 juillet, au terme d'une épreuve de force (encore purement verbale), les états généraux deviennent l'Assemblée nationale constituante : c'est le début de la Révolution française.

#### La réforme administrative: le district de Blain (1790-1795)
La paroisse de Blain devient une commune en 1790, du fait de la réforme de l'administration du royaume décidée par l'Assemblée nationale constituante : création des communes, cantons, districts et départements.  
Dans le département de la Loire-Inférieure, Blain est un chef-lieu de canton et un chef-lieu de district (avec les cantons de Guémené-Penfao, Nozay et Saint-Nicolas). Mais les districts sont supprimés en 1795 (constitution de l'an III). Lorsque, en 1800, le Consulat crée les arrondissements, le canton de Blain est placé dans l'arrondissement de Savenay.

#### Les élections au début de la Révolution (1790-1792)
La création de la commune s'accompagne de l'élection d'un conseil municipal qui élit lui-même un maire. 
Trois élections plus générales ont lieu ensuite :
- en 1790 : élection de l'assemblée du département de Loire-Inférieure,
- en 1791 : élection de l'Assemblée nationale législative (septembre 1791), à la suite de la promulgation de la constitution de 1791 ;
- en 1792 : élection de la Convention nationale, à la suite du renversement de Louis XVI le 10 août 1792 et de l'abrogation de la constitution de 1791 (la Convention est une nouvelle assemblée constituante) ; à Blain, cela a lieu le  le 26 août 1792.

Lors de ces trois élections, Blain est le lieu de vote pour les électeurs des communes de Blain, Le Gâvre et Fay.

#### La République et la guerre de Vendée
La Convention élue en août 1792 proclame la république le 21 septembre 1792. C'est une période de crise grave, dont un des effets est le début de la guerre de Vendée en mars 1793.
Pendant la guerre de Vendée (mars 1793-février 1795), les restes de l'armée catholique et royale en déroute après sa défaite au Mans atteignent Blain le 19 décembre. L'avant-garde républicaine arrive le 21 et est repoussée, mais les Vendéens repartent sans attendre le gros de l'armée vers Savenay, où a lieu leur ultime grande bataille. 
Le soulèvement vendéen se poursuit cependant ensuite sous forme de guérilla (face aux colonnes infernales de 1794) et se prolonge au nord de la Loire par la chouannerie, mouvement qui touche les campagnes au nord de la Loire.

### XIXesiècle
En 1892, une nouvelle église Saint-Laurent, de style néogothique fut bâtie, elle dut rester sans clocher jusqu'en 1959, date à laquelle un clocher en pierre fut construit par l'architecte Yves Liberge, le petit-fils de l'architecte de l'édifice.

### XXesiècle

#### Ligne de chemin de fer (1911-1952)
De 1911 à 1952, une ligne de chemin de fer dite « de Saint-Malo à Hendaye » passe par Blain, venant de Rennes, Guémené-Penfao et La Maillardais (gare en forêt du Gâvre). Au sud de Blain, la ligne passait près du bois de Beaumont, avec un embranchement vers le sud-ouest (Savenay) et un vers le sud-est (Nantes). 
Le trafic voyageur cesse en 1939, le trafic marchandise en 1952. Démantelée, l'ancienne voie est aujourd'hui utilisée pour des sentiers de promenade, servant notamment au GR du pays des Trois Rivières entre le bourg du Gâvre et Blain.
De cette ligne, restent le bâtiment de la gare, toujours utilisé, ainsi que les lieudits « Maisonnette de Mespras » et « Maisonnette de la Moutonnerie » (anciennes maisons de garde-barrière).

#### La Seconde Guerre mondiale
Pendant la Seconde Guerre mondiale, Blain fait partie de la zone occupée dès juin 1940, comme toute la Loire-Inférieure. La Wehrmacht (organisation Todt) construit des blockhaus au sud de la forêt du Gâvre (allée de la Géline). 
Libérée au mois d'août 1944, Blain se retrouve cependant tout près de la ligne de front de la poche de Saint-Nazaire, qui a ici pour limite la rive sud de l'Isac jusqu'au niveau de Saint-Omer, puis descend vers le sud en incluant Bouvron, Malville et Cordemais. Blain subit des tirs d'artillerie des Allemands[réf. nécessaire]. Des canons américains sont établis près du château de Blain et à la limite de la forêt du Gâvre. La batterie A du 908th Field Artillery Battalion y est stationnée du 22 août au 17 septembre 1944[réf. nécessaire]. La poche dure jusqu'au 8 mai 1945, jour de la signature de l'acte de reddition des troupes allemandes à Cordemais.

## Héraldique et logotype

### Héraldique
| Armoiries de Guy de Blain. | Blasonnement : De vair chargé d'un croissant de gueules. Commentaires : Armoiries de Guy de Blain (sceau de 1123) porté aux Croisades par les barons de Pontchâteau et dévolu à la branche cadette de Blain. Confirmé par le roi Louis XIV en 1660 lors de l'érection de Blain en marquisat. En usage depuis 1924 (délibération municipale en 1967). |

### Logotype
| Logotype de la ville de Blain | Logotype : Le logo est basé sur les armoiries de la ville, orné d'une couronne murale rouge et blanche, non sans rappeler le Château de la Groulais. Il a pour devise le nom de la ville "Blain". Ce logo est utilisé par les services de la commune, notamment par le maire et le conseil municipal sur des documents officiels, il est aussi présent sur le fronton de la mairie. |

## Politique et administration

### Rattachements administratifs et électoraux

Situation de la commune de Blain dans le département de la Loire-Atlantique

#### Circonscriptions de rattachement
Blain appartient à l'arrondissement de Châteaubriant-Ancenis et au canton de Blain, dont elle est le chef-lieu depuis sa création. Le redécoupage cantonal de 2014 a modifié sa composition puisqu'il englobe désormais le canton de Savenay et une partie de celui de Saint-Étienne-de-Montluc.
Pour l'élection des députés, la commune fait partie de la sixième circonscription de la Loire-Atlantique, représentée depuis juin 2022 par Jean-Claude Raux (EELV-NUPES). Auparavant, elle a successivement appartenu à la 1re circonscription de Saint-Nazaire (IIIe République) et à la 5e circonscription (1958-1986).

#### Intercommunalité
Depuis le 1er janvier 2001, date de sa création, la commune appartient à Pays de Blain communauté (anciennement Communauté de communes de la Région de Blain) et en est la principale ville. Cette intercommunalité a succédé au SIVOM de la région de Blain, fondé en février 1972, et devenu District en décembre 1993.
| Élections                  | Élections                     | Circonscription électorale | Élu de la circonscription        | Élu de la circonscription | Élu de la circonscription | Élu de la circonscription |
| Niveau                     | Type                          | Circonscription électorale | Titre                            | Nom                       | Début de mandat           | Fin de mandat             |
| -------------------------- | ----------------------------- | -------------------------- | -------------------------------- | ------------------------- | ------------------------- | ------------------------- |
| Commune / Intercommunalité | Municipales et communautaires | Blain                      | Maire                            | Jean-Michel Buf           | 2020                      | 2026                      |
| Commune / Intercommunalité | Municipales et communautaires | Pays de Blain communauté   | Présidente de l'intercommunalité | Rita Schladt              | 2020                      | 2026                      |
| Département                | Départementales               | Canton de Blain            | Conseiller départemental         | Nicolas Oudaert           | 2021                      | 2028                      |
| Département                | Départementales               | Canton de Blain            | Conseillère départementale       | Claire Tramier            | 2021                      | 2028                      |
| Région                     | Régionales                    | Pays de la Loire           | Présidente du conseil régional   | Christelle Morançais      | 2021                      | 2028                      |
| Pays                       | Législatives                  | Sixième circonscription    | Député                           | Jean-Claude Raux          | 2022                      | 2027                      |

#### Institutions judiciaires
Sur le plan des institutions judiciaires, la commune relève du tribunal judiciaire (qui a remplacé le tribunal d'instance et le tribunal de grande instance le 1er janvier 2020), du tribunal pour enfants, du conseil de prud’hommes et du tribunal de commerce de Saint-Nazaire, de la cour d’appel de Rennes, du tribunal administratif et de la cour administrative d'appel de Nantes.

### Administration municipale
Le nombre d'habitants au dernier recensement étant compris entre 5 000 et 9 999, le nombre de membres du conseil municipal est de 29.

### Tendances politiques et résultats
Depuis 2017 et l'élection d'Emmanuel Macron à la présidence de la République, Blain place en tête les candidats de La République en marche, lors des scrutins présidentiel et législatifs et les élections européennes de 2019. Cependant, lors des régionales de 2021, la liste « La Région de tous les progrès » conduite par François de Rugy et représentant la majorité présidentielle, dépasse péniblement les 10 % au premier tour et arrive en dernière position au second.
Lors du premier tour de l'élection présidentielle de 2022, Emmanuel Macron arrive en tête devant Marine Le Pen et Jean-Luc Mélenchon, les deux premiers candidats progressant par rapport au scrutin précédent. Au second tour, le président sortant remporte 60,90 % des suffrages exprimés face à la candidate du Rassemblement national. Aux élections législatives, le candidat investi par la NUPES, Jean-Claude Raux, vire assez largement en tête au premier tour devant Jordan Esnault, candidat de la coalition Ensemble. Au niveau communal comme au niveau de la circonscription, c'est le représentant de la NUPES qui remporte la majorité des suffrages lors du second tour.

### Liste des maires

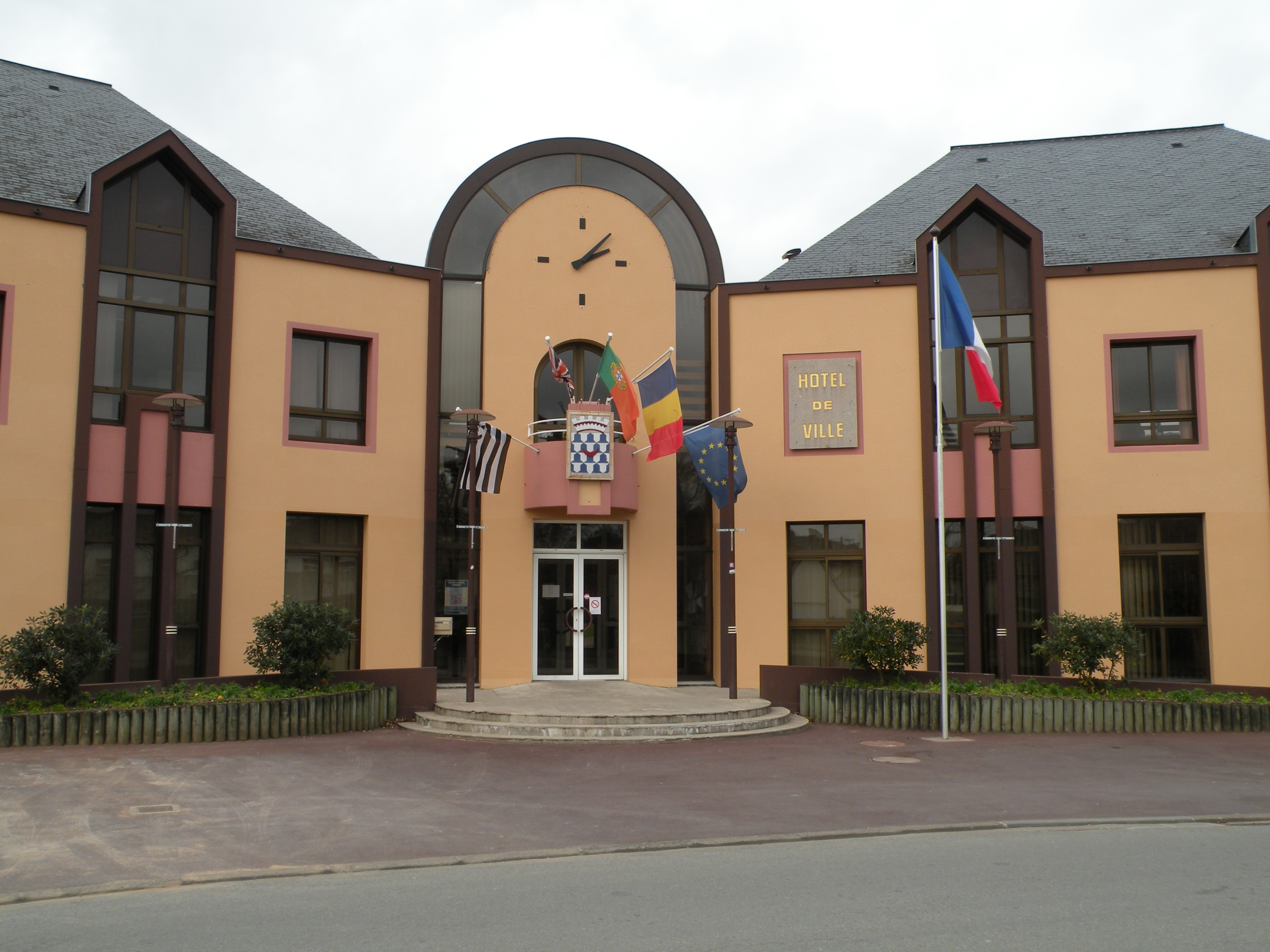
La mairie.

Depuis 1945, dix maires se sont succédé à la tête de la commune.

### Jumelages
| Ville | Ville                  | Pays | Pays        | Période     |
| ----- | ---------------------- | ---- | ----------- | ----------- |
|       | Alcoutim               |      | Portugal    | depuis 2005 |
|       | Oldenbourg en Holstein |      | Allemagne   | depuis 2017 |
|       | Rebrișoara             |      | Roumanie    | depuis 1999 |
|       | Royal Wootton Bassett  |      | Royaume-Uni | depuis 2000 |

La ville de Blain est jumelée avec les communes suivantes :
- Rebrișoara (Roumanie) depuis le 16 mars 1999. Située au nord de la Roumanie, elle compte environ 4 500 habitants. D'abord adoptée par la ville de Blain, puis parrainée ;
- Royal Wootton Bassett (Royaume-Uni) depuis 2000. Elle se situe en pleine campagne au sud-ouest de Londres et compte un peu plus de 13 500 habitants. L'origine de Royal Wootton Bassett date du VIIe siècle, elle doit son nom actuel à Alan Bassett qui, au XVIIIe siècle, fit agrandir son village de Wootton. Pour célébrer cet événement, deux canards colvert, baptisés Wootton et Bassett, ont été placés par la suite dans l'étang près de la mairie, et y ont donné naissance à de nombreux canetons ;
- Alcoutim (Portugal) depuis le 14 juillet 2005. Située dans la région de l'Algarve, la municipalité compte près de 3 000 habitants ;
- Oldenbourg en Holstein (Allemagne) depuis le 26 août 2017. Cette ville de l'est du Schleswig-Holstein est située non loin de la mer Baltique, à une heure environ de Kiel et Lübeck. Comptant 9 881 habitants en 2021, Oldenburg in Holstein a donc une taille similaire à Blain.

Des représentants des communes se visitent régulièrement afin de maintenir une entente entre les communes. Un monument a été installé pour célébrer ces jumelages près de la mairie, aux abords de l'étang. Une pierre sculptée mentionne les dates des jumelages.

## Population et société

### Démographie

#### Évolution démographique
L'évolution du nombre d'habitants est connue à travers les recensements de la population effectués dans la commune depuis 1793. Pour les communes de moins de 10 000 habitants, une enquête de recensement portant sur toute la population est réalisée tous les cinq ans, les populations de référence des années intermédiaires étant quant à elles estimées par interpolation ou extrapolation. Pour la commune, le premier recensement exhaustif entrant dans le cadre du nouveau dispositif a été réalisé en 2004.

En 2022, la commune comptait 10 352 habitants, en évolution de +6,86 % par rapport à 2016 (Loire-Atlantique : +6,68 %, France hors Mayotte : +2,11 %).
| 1793  | 1800  | 1806  | 1821  | 1831  | 1836  | 1841  | 1846  | 1851  |
| ----- | ----- | ----- | ----- | ----- | ----- | ----- | ----- | ----- |
| 4 085 | 4 500 | 4 215 | 4 476 | 4 899 | 4 553 | 5 441 | 5 896 | 6 170 |

| 1856  | 1861  | 1866  | 1872  | 1876  | 1881  | 1886  | 1891  | 1896  |
| ----- | ----- | ----- | ----- | ----- | ----- | ----- | ----- | ----- |
| 6 502 | 6 781 | 6 865 | 6 825 | 6 807 | 6 660 | 6 728 | 6 787 | 6 601 |

| 1901  | 1906  | 1911  | 1921  | 1926  | 1931  | 1936  | 1946  | 1954  |
| ----- | ----- | ----- | ----- | ----- | ----- | ----- | ----- | ----- |
| 6 618 | 6 737 | 6 625 | 5 962 | 5 880 | 5 978 | 5 851 | 5 801 | 5 659 |

| 1962  | 1968  | 1975  | 1982  | 1990  | 1999  | 2004  | 2006  | 2009  |
| ----- | ----- | ----- | ----- | ----- | ----- | ----- | ----- | ----- |
| 6 531 | 7 052 | 7 153 | 7 366 | 7 434 | 7 731 | 8 171 | 8 544 | 9 284 |

| 2014  | 2019  | 2022   | - | - | - | - | - | - |
| ----- | ----- | ------ | - | - | - | - | - | - |
| 9 595 | 9 954 | 10 352 | - | - | - | - | - | - |

#### Pyramide des âges
La population de la commune est relativement jeune.
En 2018, le taux de personnes d'un âge inférieur à 30 ans s'élève à 35,6 %, soit en dessous de la moyenne départementale (37,3 %). À l'inverse, le taux de personnes d'âge supérieur à 60 ans est de 25,1 % la même année, alors qu'il est de 23,8 % au niveau départemental.
En 2018, la commune comptait 4 823 hommes pour 5 050 femmes, soit un taux de 51,15 % de femmes, légèrement inférieur au taux départemental (51,42 %).
Les pyramides des âges de la commune et du département s'établissent comme suit.
| Hommes | Classe d’âge | Femmes |
| ------ | ------------ | ------ |
| 0,6    | 90 ou +      | 1,8    |
| 6,7    | 75-89 ans    | 9,4    |
| 15,3   | 60-74 ans    | 16,3   |
| 21,5   | 45-59 ans    | 20,0   |
| 18,1   | 30-44 ans    | 18,9   |
| 15,7   | 15-29 ans    | 14,6   |
| 22,1   | 0-14 ans     | 18,9   |

| Hommes | Classe d’âge | Femmes |
| ------ | ------------ | ------ |
| 0,6    | 90 ou +      | 1,8    |
| 6      | 75-89 ans    | 8,6    |
| 15,1   | 60-74 ans    | 16,4   |
| 19,4   | 45-59 ans    | 18,8   |
| 20,1   | 30-44 ans    | 19,3   |
| 19,2   | 15-29 ans    | 17,4   |
| 19,5   | 0-14 ans     | 17,6   |

## Économie
| Agriculture, sylviculture et pêche                           | 18  | 6,7  |  |  |  |  |  |  |
| Industrie                                                    | 15  | 5,6  |  |  |  |  |  |  |
| Construction                                                 | 33  | 12,3 |  |  |  |  |  |  |
| Commerce, transports, services divers                        | 160 | 59,5 |  |  |  |  |  |  |
| Administration publique, enseignement, santé, action sociale | 43  | 16,0 |  |  |  |  |  |  |
|                                                              |     |      |  |  |  |  |  |  |
| Ensemble                                                     | 286 |      |  |  |  |  |  |  |

### Tourisme
- Office de tourisme Erdre Canal Forêt[59]
- Camping et gîte du Canal[59]
- Gîte d'étape[59]
- Circuits de randonnée[60]

## Vie locale

### Services publics
- Maison de l'Économie, de l'Emploi et de la Formation[61] (MEEF)
- Agence Pôle Emploi
- Centre communal d'action sociale

### Enseignement et petite enfance
- Cinq écoles maternelles et primaires[62] : Anatole France et élémentaire (publique), Andrée Chedid (publique), Notre-Dame (privée), Saint-Laurent (privée catholique), Sainte-Philomène (privée)
- Deux collèges[63] : Le Galinet (devenu Alice Milliat en 2024) (public), La Salle Saint-Laurent (privé catholique)
- Deux lycées[63] : Camille Claudel (public, enseignement général et technologique), Saint-Clair (privé, enseignement professionnel)
- Un IME (institut médico-éducatif)
- Multi-accueil « Pomme de reinette »
- Maison de l'enfance

### Santé, services d'urgence et sécurité
- Centre hospitalier spécialisé, devenu « EPSYLAN » en février 2021
- Espace départemental des solidarités[64]
- Pôle santé du Grand Moulin
- Maison de santé Santé Avenir
- EHPAD Isac de Rohan
- Centre d'incendie et de secours
- Brigade de Gendarmerie
- Police municipale[65]

### Transports
Jusqu'en 1952, Blain disposait d'une gare : aujourd'hui, elle est le siège de Pays de Blain communauté.
La commune est actuellement desservie par deux lignes de cars Aléop :
- 311 Blain ↔ Nantes
- 371 Blain ↔ Nantes

### Équipements culturels et sportifs
- Médiathèque Le Puits au Chat
- Cinéma Saint-Laurent, classé Art et Essai : 280 places
- Centre socioculturel Tempo
- École de musique blinoise (EMB)
- Centre aquatique Canal Forêt[66]
- Complexe sportif Catherine Destivelle[67] (handball, badminton, basket, tennis, volley, gymnastique sportive, musculation, escalade)
- Complexe sportif Noël Gérard – Jean Hervy[67] (handball, basket, tennis, volley, badminton, tennis de table, sports de combat, tir)
- Terrains de tennis[67], situés dans le quartier des Ménussons
- Stade Jean Leflour[67]
  - Football : Entente Sportive de Blain (le club évolue actuellement en Régional 2)
- Stade Collette Besson[67]
- Skate park[67]

## Personnalités liées à la commune

### Nés à Blain
- Henri II de Rohan (1579-1638), chef de guerre des rébellions huguenotes contre le pouvoir royal ;
- César Marie François Varsavaux (1779-1862), homme politique, député de la Loire-Inférieure de 1830 à 1834.
- Louis-Jacques-Marie Bizeul (1785-1861), historien et archéologue ;
- Louis-Émile Jollan de la Cour-Mortier (1790-1878 (aussi mort à Blain), homme politique.
- Marie-Julie Jahenny (1850-1941), la « stigmatisée » de Blain ;
- Jean Gorin (1899-1981), artiste, né à Saint-Émilien-de-Blain ;
- Pierre Noël (1763-1796), général sous la Première République ;
- Patrick Rimbert (né en 1944), homme politique.

### Autres
- Saint Émilien (mort en 725), évêque de Nantes : son nom est donné à la paroisse nouvelle créée à Blain en 1861 ;
- Marie Bonaparte (1882-1962), épouse (1907) de Georges de Grèce, second fils du roi Georges Ier de Grèce; acquiert le château en 1918 et le restaure.

### Personnalité fictive
- Émile Mouette, personnage d'un canular littéraire, doté d'une biographie complète qui le fait naître et mourir à Blain (1887-1954) dans Émile Mouette, seul et unique chuchoteur public au monde (Nantes, 2012)

### Personnalité animale
- Jocko Besne (1994-2012), taureau géniteur d'exception de race Prim'Holstein, mort à Blain, est honoré d'une statue érigée en 2013 à l'entrée de la ville[68].

## Lieux et monuments

### Patrimoine religieux
- Église Saint-Laurent, église paroissiale de Blain.
- Église Saint-Émilien, village de Saint-Émilien-de-Blain.
- Église Saint-Omer, village de Saint-Omer-de-Blain.
- Chapelle Saint-Roch, située sur la route de Notre-Dame-des-Landes.
- Chapelle de Pont-Piétin, dans le parc du centre hospitalier.

### Patrimoine civil
- Château de Blain (ou château de la Groulaie), construit par les ducs de Rohan, classé monument historique en 1977[69].
- Manoir de la Cour Mortier, du XVe siècle
- Musée de la fève, des crèches et des traditions populaires : installé avec l'office du Tourisme dans l'ancien présidial des ducs de Rohan, il fait revivre le passé du pays de Blain[70]. Avec 10 000 fèves exposées et 100 000 pièces dans ses réserves, c'est la plus grande collection de fèves de France[71],[72].
- Musée Mines et Minéraux : installé au village de l'Orme, il présente 3000 minéraux dans une galerie de mine reconstituée.
- Ancienne gare de Blain, devenue le siège de la communauté de communes de la région de Blain.
- Port de Blain sur le canal de Nantes à Brest.
- Hippodrome de Blain-Bouvron-Le Gâvre[73], situé dans la commune du Gâvre au sud-est de la forêt[74]  .

### Lieux
- Forêt de la Groulaie, forêt privée (4,5 km²)
- Forêt du Gâvre : forêt domaniale et plus grande forêt de Loire-Atlantique (45 km²), elle relève de la commune du Gâvre, mais est limitrophe de la commune de Blain au sud (le long de la RD 164, avec notamment le village de Curin) et au sud-est (secteur de l'hippodrome, avec les villages de Mespras et de la Gracinaie et secteur de la Chaussée, avec les villages de Sainte-Marie et de la Chèvrerie).

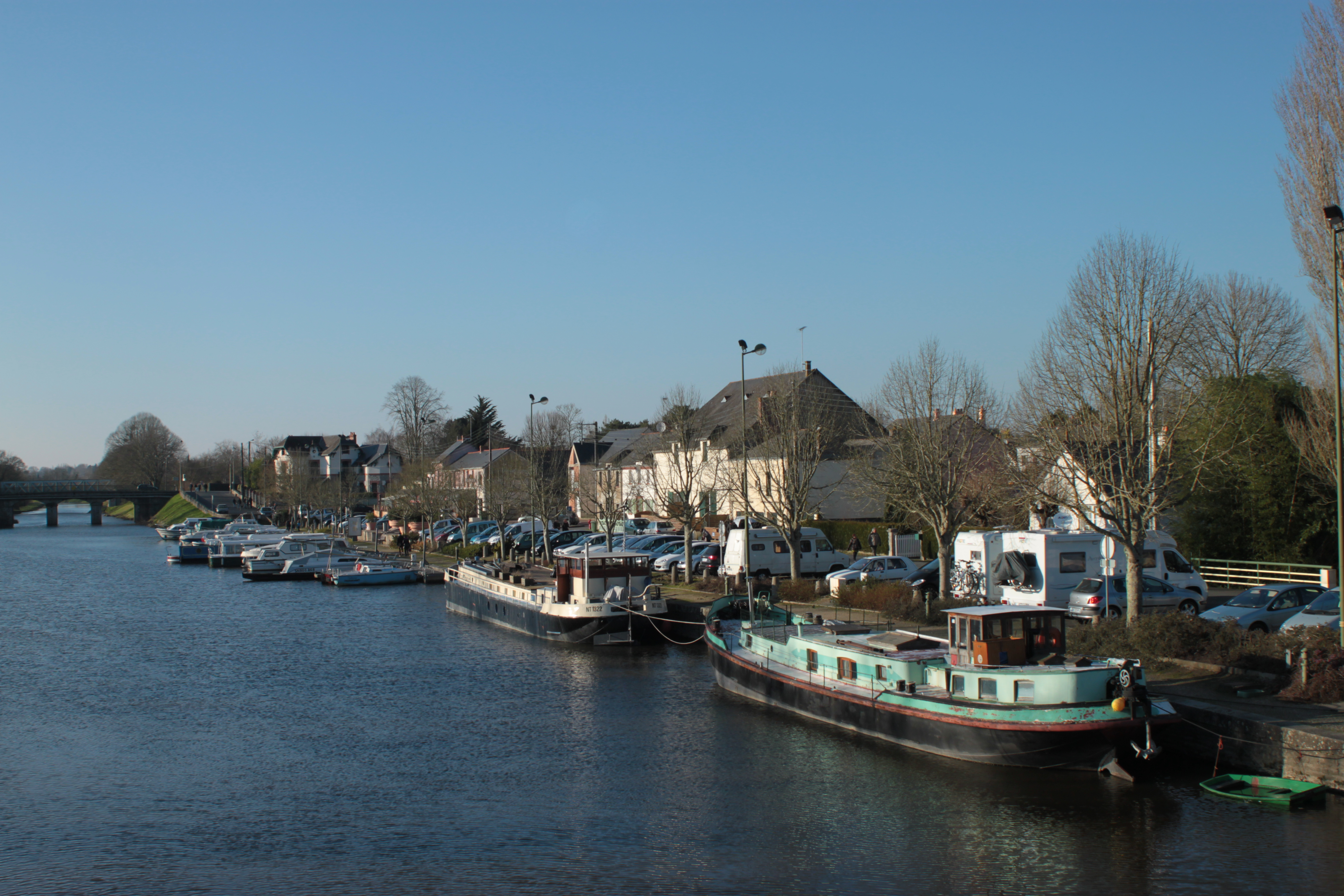
Port de Blain, sur le canal de Nantes à Brest.
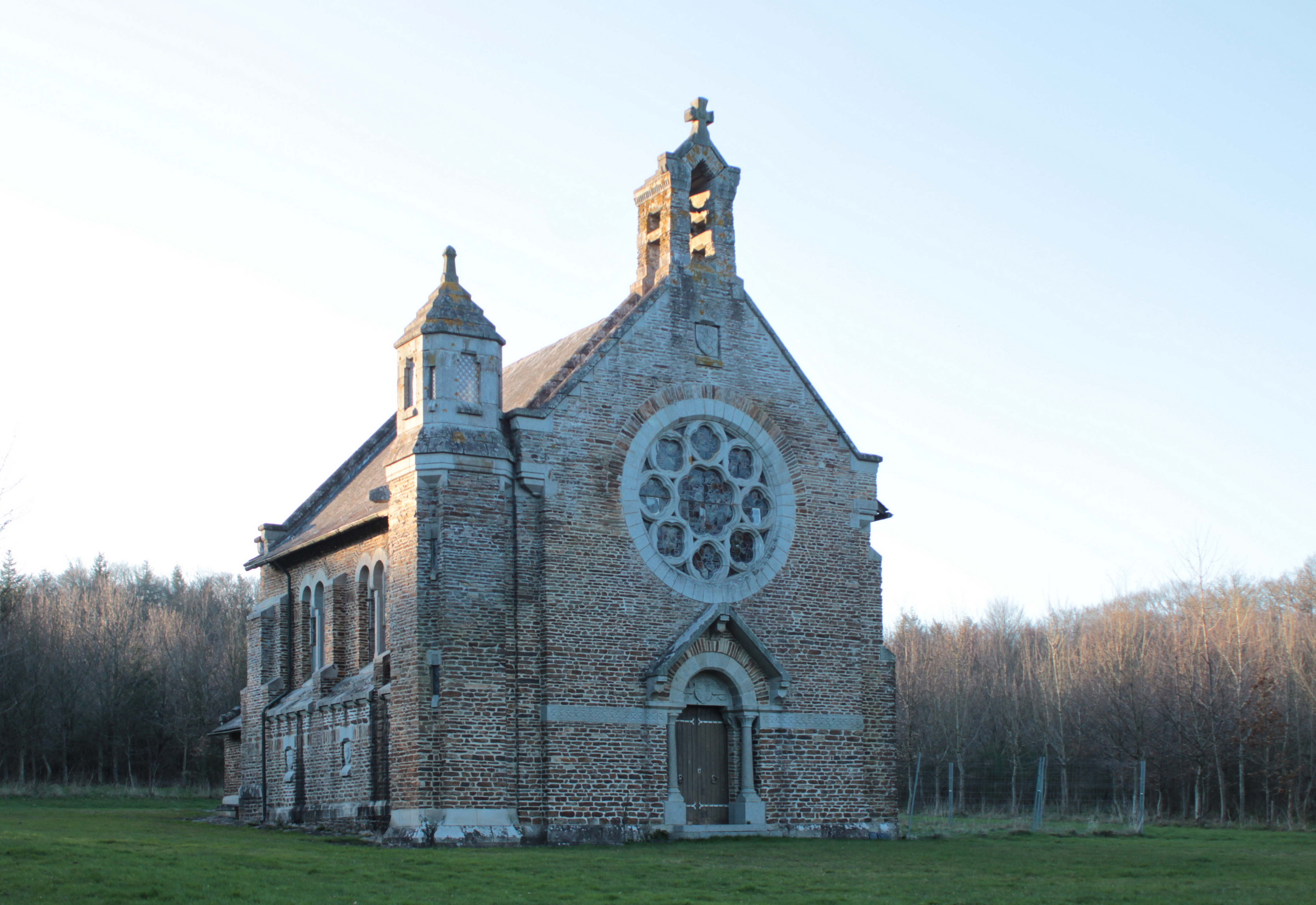
Chapelle de Pont-Piétin.
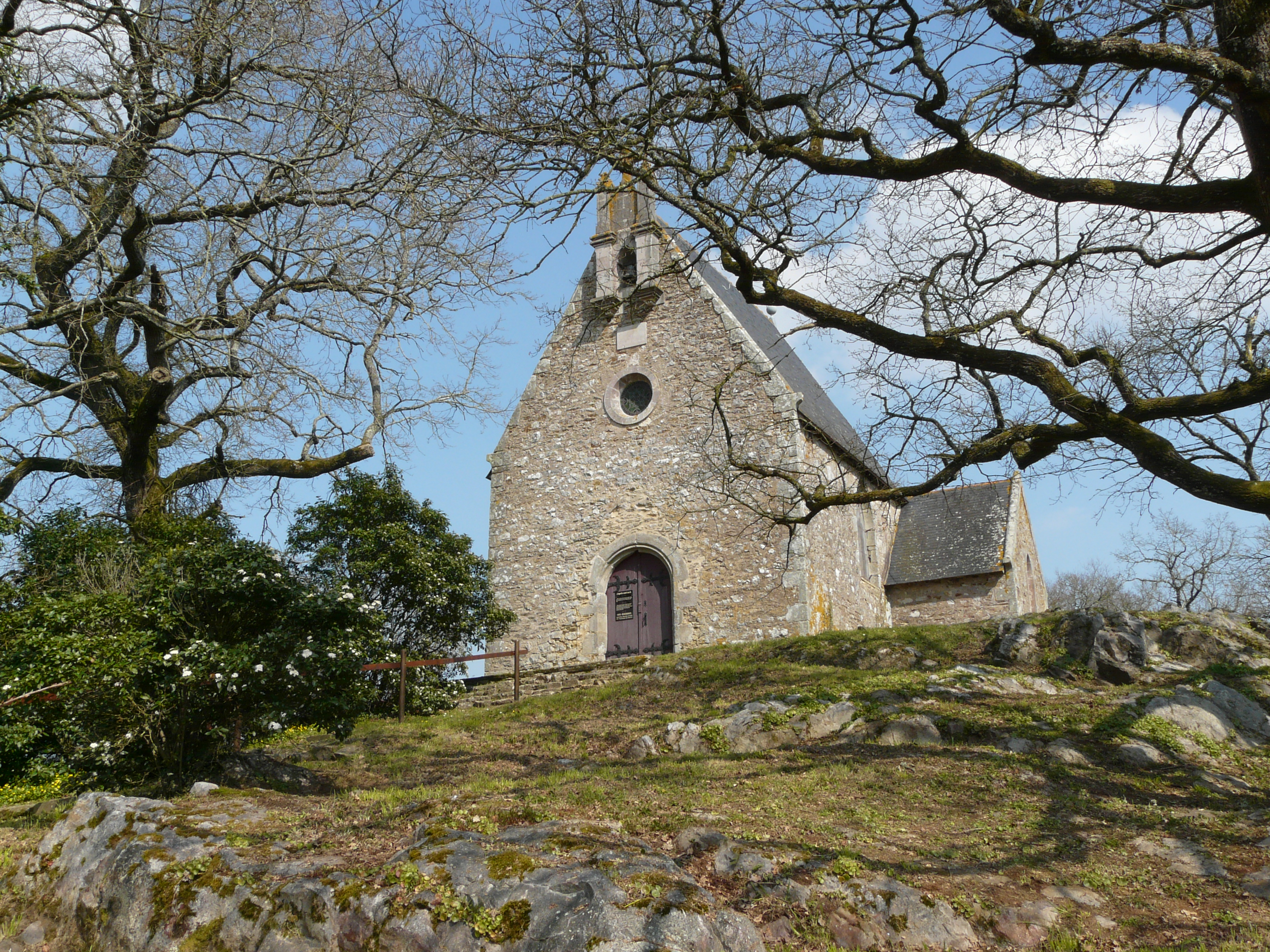
Chapelle Saint-Roch.
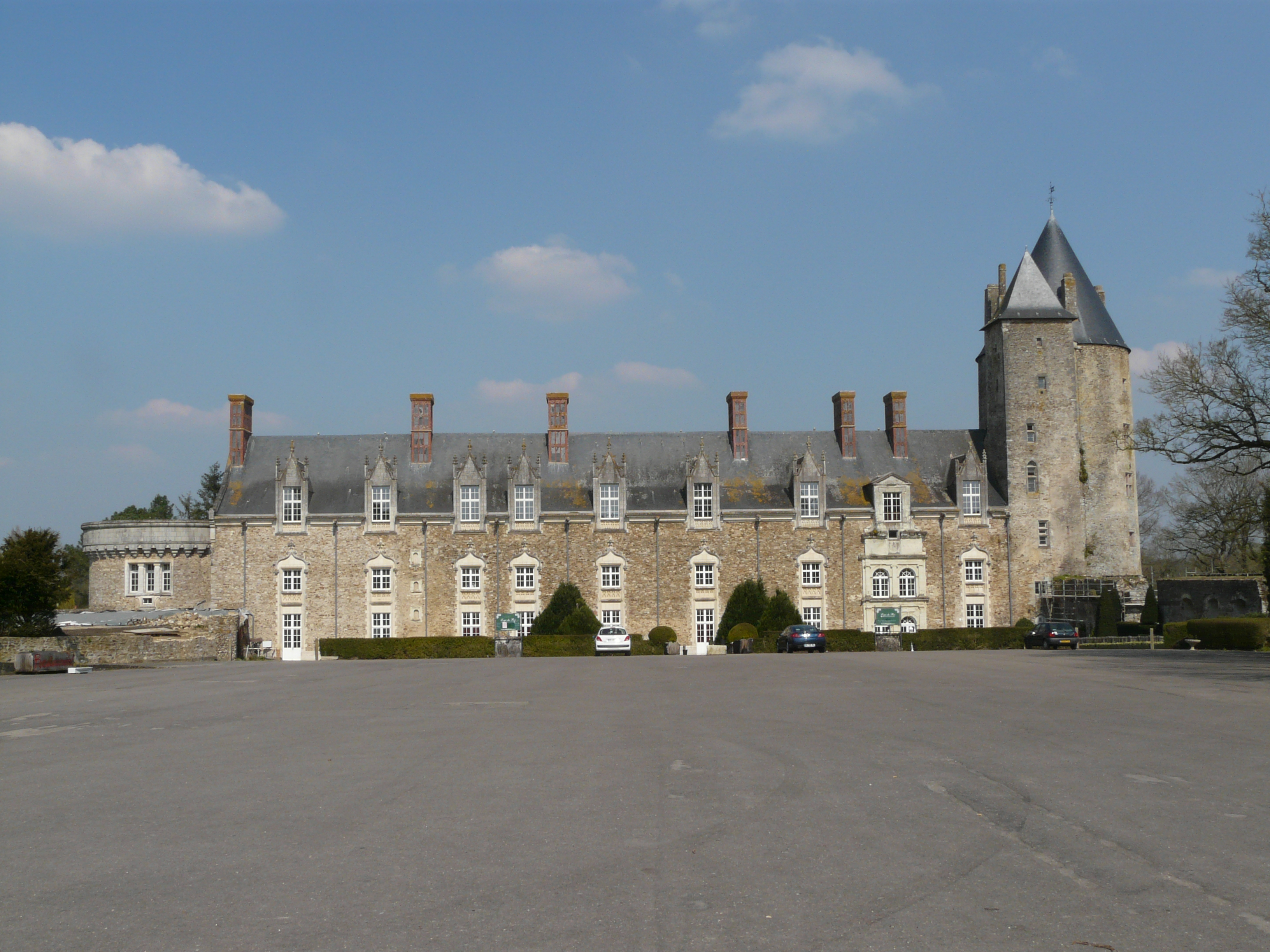
Château de Blain : le Logis du Roi.
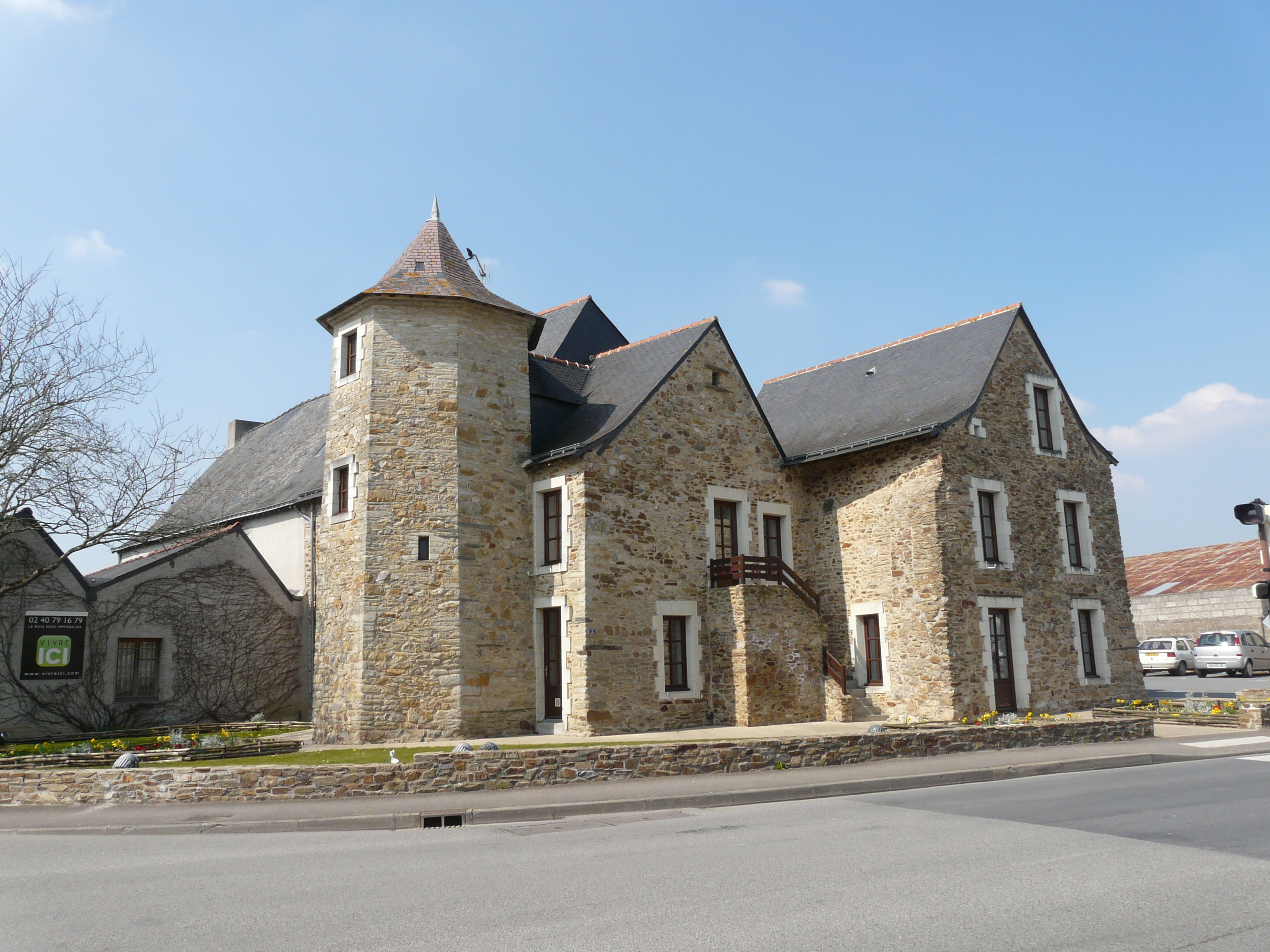
Manoir de la Cour Mortier.

#### Ouvrages sur Blain
- Patrice Brasseur (éd.), Louis Bizeul (1785-1861), Dictionnaire du patois du canton de Blain, Nantes, Imprimerie de l'université, 1989, 173 p. (Notice BNF : )
- Louis Bizeul, Des voies romaines sortant de Blain, Nantes, Imprimerie Mellinet, 1845, en ligne sur Gallica
- Abbé Eugène Durand (1877-1948), Notes historiques Paroisse de Saint-Émilien-de-Blain, Nantes, Imprimerie nantaise, 1942, 120 p. (Notice BNF : ) (Fonds Eugène Durand sur le site du diocèse de Nantes)
- Francis Legouais, Au pays des Namnètes Blain et Le Gâvre, Nantes, Marcel Buffé, 1970, en ligne sur le site Gallica (De la Préhistoire au XVIe siècle)
- Gérard Locu, Blain et sa région : aperçu historique et touristique, La Baule, Éditions des Paludiers, 1975, 43 p. (Notice BNF : )

#### Extraits d'ouvrages généraux
- Jean-Anne Chalet (1935-2013), « Le canton de Blain » dans Les Belles Heures du comté nantais, Paris, Éditions Serge Godin, tome 1, 1980, 315 p. (Notice BNF : )